# Tetracera
Genre
Classification APG III (2009)
Synonymes
- Actaea Lour.
- Assa Houtt.
- Calligonum Lour.
- Delima L.
- Delimopsis Miq.
- Diploter Raf.
- Eleiastis Raf.
- Empedoclea A. St.-Hil.
- Euryandra J.R. Forst. & G. Forst.
- Gynetera Raf.
- Korosvel Adans.
- Leontoglossum Hance
- Roehlingia Dennst.
- Seguieria Lour.
- Tigarea Aubl.
- Trachytella DC.
- Traxilisa Raf.
- Wahlbomia Thunb.[1]

Tetracera  est un genre américain d'arbustes appartenant à la famille des Dilleniaceae. Il comporte 52 espèces, dont son espèce type Tetracera volubilis L..

## Liste d'espèces
Selon World Flora Online (WFO) (25 déc. 2021) :
- Tetracera affinis Hutch.
- Tetracera akara Merr.
- Tetracera alnifolia Willd.
- Tetracera amazonica Kubitzki
- Tetracera arborescens Jack
- Tetracera asperula Miq.
- Tetracera billardieri Martelli
- Tetracera boiviniana Baill.
- Tetracera boomii G.A. Aymard
- Tetracera breyniana Schltdl.
- Tetracera bussei Gilg
- Tetracera calothyrsa Gilg & Lederm. ex Engl.
- Tetracera costata Mart. ex Eichler
- Tetracera daemeliana F. Muell.
- Tetracera edentata H. Perrier
- Tetracera empedoclea Gilg
- Tetracera erecta Sessé & Moc. ex DC.
- Tetracera eriantha (Oliv.) Hutch.
- Tetracera fagifolia Blume
- Tetracera forzzae Fraga & G.A. Aymard
- Tetracera glaberrima Martelli
- Tetracera hydrophila Triana & Planch.
- Tetracera indica (Christm. & Panz.) Merr.
- Tetracera korthalsii Miq.
- Tetracera lanuginosa Diels
- Tetracera lasiocarpa Eichler
- Tetracera litoralis Gilg
- Tetracera loureiri (Finet & Gagnep.) Pierre exW. G. Craib
- Tetracera macphersonii G.A. Aymard
- Tetracera macrophylla Wall. ex Hook. f. & Thoms
- Tetracera madagascariensis Willd. ex Schltdl.
- Tetracera maguirei G.A. Aymard & B.M. Boom
- Tetracera maingayi Hoogland
- Tetracera masuiana De Wild. & T.Durand
- Tetracera nordtiana F. Muell.
- Tetracera oblongata DC.
- Tetracera parviflora (Rusby) Sleumer
- Tetracera poggei Gilg
- Tetracera portobellensis Beurl.
- Tetracera potatoria Afzel. ex G.Don
- Tetracera rosiflora Gilg
- Tetracera rutenbergii Buchenau
- Tetracera sarmentosa (L.) Vahl
- Tetracera scandens (L.) Merr.
- Tetracera sellowiana Schltdl.
- Tetracera strigillosa Gilg
- Tetracera stuhlmanniana Gilg
- Tetracera surinamensis Miq.
- Tetracera tigarea DC.
- Tetracera volubilis L.
- Tetracera willdenowiana Steud.
- Tetracera xui H. Zhu & H. Wang